# NGC 3602
NGC 3602 је спирална галаксија у сазвежђу Лав која се налази на NGC листи објеката дубоког неба.
Деклинација објекта је + 17° 24' 58" а ректасцензија 11h 15m 48,3s. Привидна величина (магнитуда) објекта NGC 3602 износи 15,0 а фотографска магнитуда 15,8. NGC 3602 је још познат и под ознакама MCG 3-29-17, CGCG 96-17, PGC 34351.